# شیپورماهی
شیپورماهی (نام علمی: Aulostomus maculatus) نام یک گونه از راسته خارماهی‌سانان است.